# Garnizon Rogowo

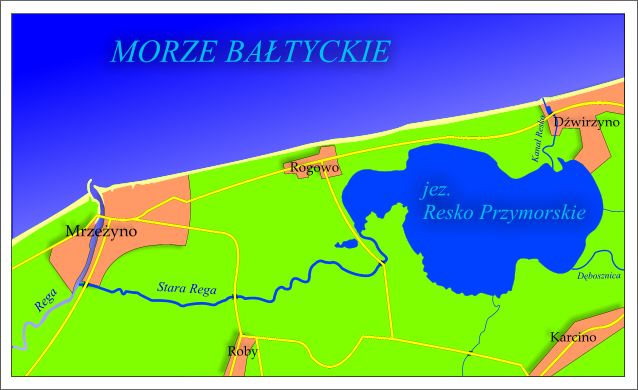
Mapa przedstawiająca położenie Rogowa

Garnizon Rogowo – garnizon wojskowy Luftwaffe do 1945 roku i Wojska Polskiego. Garnizon został ostatecznie zlikwidowany w 2001 roku.

## Garnizon niemiecki
Przed drugą wojną światową miejscowe kasyno oficerskie było kwaterą Hermanna Göringa, a przy jeziorze Resko Przymorskie stacjonowała niemiecka jednostka przeciwlotnicza oraz funkcjonowało lotnisko dla wodnosamolotów. W okresie II wojny światowej stacjonowały tam łodzie latające Dornier Do 18 wchodzące w skład 2. eskadry z 506. grupy lotnictwa wybrzeża (niem. Küstenfliegergruppe) (11 szt.) oraz 2. eskadry z 606. grupy lotnictwa wybrzeża.

## Garnizon polski
Na podstawie rozkazu MON nr 0056/Org z 30 marca 1949 przeformowano 8 Dywizję Piechoty na 8 Zmotoryzowaną DP i przedyslokowano ją na Pomorze Zachodnie. Do garnizonu Rogowo przeniesiono ze Skierniewic 32 pułk piechoty , który tym samym rozkazem został przeformowany na 32 zmotoryzowany pułk piechoty (JW1746). Rozkazem MON Nr 0054/Org z 12 czerwca 1950 pułk ten został przeformowany na 32 pułk zmechanizowany. 
W 1951 32 pz został przedyslokowany do Kołobrzegu, a w Rogowie sformowano dwa pułki artylerii plot dla 16 DAPlot. Zmian tych dokonano na mocy Rozkazu MON Nr 0044/Org z 17 maja 1951.
W składzie 16 Dywizji Artylerii Przeciwlotniczej sformowano:
- 95 pułk artylerii przeciwlotniczej (JW 2202)
- 82 pułk artylerii przeciwlotniczej (JW 2366)

Obydwa pułki sformowano ostatecznie w 1952 roku (82 paplot w październiku 1952).
Zarządzeniem Szefa Sztabu Generalnego WP nr 0138/Org z 2 maja 1952 przy 95 paplot odtworzono kasyno garnizonowe. Na mocy Rozkazu MON Nr 0025/Org z 2 kwietnia 1957 rozformowano 95 paplot. 
Od tej pory jedynym gospodarzem koszar w Rogowie został 82 paplot. Pułk ten został przeformowany na nowy etat na podstawie zarządzenia szefa Sztabu Generalnego WP Nr 077/Org z 19 września 1960. Na podstawie Rozkazu MON Nr 0126/Org z 3 września 1963 oraz zarządzenia szefa Sztabu Generalnego WP nr 0133/Org z 13 października 1963 rozformowano Dowództwo 16 DAplot, a 82 paplot stał się jednostką samodzielną podporządkowaną bezpośrednio Dowódcy POW. Rozkazem MON Nr 025/MON z 30 września 1967 82 paplot przemianowano na 75 pułk artylerii przeciwlotniczej i podporządkowano go Dowódcy 20 Warszawskiej Dywizji Pancernej w Szczecinku.
W 1974 roku pułk przezbrojono w zestawy KUB.
Na podstawie zarządzenia szefa SG WP Nr 0140/Org z 19 grudnia 1989 75 paplot przemianowano na 99 pułk artylerii przeciwlotniczej 2 Dywizji Zmechanizowanej ze Szczecinka. Kolejnej reorganizacji dokonano w 1995, kiedy to 99 paplot przemianowano na 2 Zachodniopomorski pułk przeciwlotniczy. 9 grudnia 1995 pułk otrzymał sztandar. Rozkazem dowódcy Wojsk Lądowych nr Pf 9 z 12 marca 1998 w terminie do dnia 31 grudnia 1998 2 Zachodniopomorski pułk przeciwlotniczy 2 DZ rozformowano.
W magazynach garnizonowych trzymano za czasów niemieckich amunicję, bomby itp. Wojsko Polskie miało tu GSA (Garnizonowe Składy Amunicji) dla Garnizonu Kołobrzeg, a pod koniec lat 90. XX w. składowano tu sprzęt żywnościowy oraz żywność.